# Unguentarium

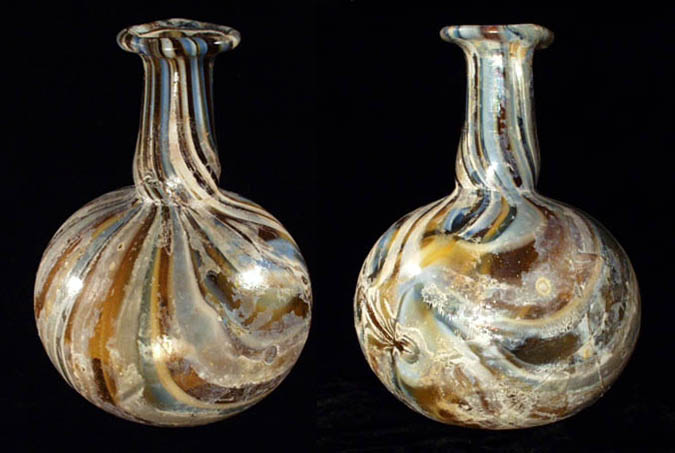
Deux unguentaria marbrés.

L'unguentarium est une fiole fusiforme, en verre ou céramique, destinée à conserver du parfum ou des huiles. Chez les Romains, elle avait parfois la forme d'un poisson (symbole de la reproduction).